# Jitia
Jitia – wieś w Rumunii, w okręgu Vrancea, w gminie Jitia. W 2011 roku liczyła 443 mieszkańców.